# Молодіжна збірна Замбії з футболу
Молодіжна збірна Замбії з футболу представляє Замбію на міжнародних молодіжних футбольних турнірах. Контролюється Футбольною асоціацією Замбії.

## Виступи на молодіжному ЧС
| - 1977 до 1997 — Не брала участі - 1999 — Груповий етап - 2001 — Не кваліфікувалась - 2003 — Не кваліфікувалась - 2005 — Не кваліфікувалась - 2007 — 1/8 фіналу - 2009 — Не кваліфікувалась - 2011 — Не кваліфікувалась - 2013 — Не кваліфікувалась - 2015 — Не кваліфікувалась - 2017 — Чвертьфінал - 2019 — Не кваліфікувалась - 2023 — Не кваліфікувалась - 2025 — Не кваліфікувалась |

## Досягнення
Чемпіонат Африки
- Чемпіон (1): 2017